# Campeonato Sul-Americano de Ginástica Artística de 2021
O Campeonato Sul-Americano de Ginástica Artística de 2021 foi realizado em San Juan, Argentina, de 10 a 12 de dezembro de 2021. A competição foi aprovada pela Federação Internacional de Ginástica.

## Medalhistas
| Evento              | Ouro | Prata | Bronze |
| ------------------- | --- | --- | --- |
| Masculino           | | | |
| Equipes             | Brasil · Gabriel Faria · Johnny Oshiro · Josué Heliodoro · Patrick Sampaio · Rankiel Neves · Yuri Guimarães  | Argentina · Santiago Mayol · Daniel Villafañe · Luca Alfieri · Julian Jato · Federico Molinari · Santiago Agostinelli | Chile · Ignacio Varas · Joel Álvarez · Josué Armijo · Yosias Bustos · Agustín Lira · Juan Raffo                     |
| Individual geral    | Gabriel Faria (BRA)                                                                                          | Santiago Mayol (ARG)                                                                                                  | Johnny Oshiro (BRA)                                                                                                 |
| Solo                | Santiago Mayol (ARG)                                                                                         | Julian Jato (ARG) | Josué Armijo (CHI)                                                                                                  |
| Cavalo com alças    | Gabriel Faria (BRA)                                                                                          | Santiago Mayol (ARG)                                                                                                  | Rankiel Neves (BRA)                                                                                                 |
| Argolas             | Daniel Villafañe (ARG)                                                                                       | Federico Molinari (ARG)                                                                                               | Gabriel Faria (BRA)                                                                                                 |
| Salto               | Josué Heliodoro (BRA)                                                                                        | Victor Rostagno (URU)                                                                                                 | Dilan Jiménez (COL)                                                                                                 |
| Barras paralelas    | Julian Jato (ARG)                                                                                            | Gabriel Faria (BRA)                                                                                                   | Santiago Mayol (ARG)                                                                                                |
| Barra fixa          | Patrick Sampaio (BRA)                                                                                        | Santiago Mayol (ARG)                                                                                                  | Israel Chiriboga (ECU)                                                                                              |
| Feminino            | | | |
| Equipes             | Brasil · Ana Luiza Lima · Beatriz Benedetti · Beatriz Lima · Camille Fonseca · Carolyne Pedro · Júlia Soares | Argentina · Rocío Saucedo · Meline Mesropian · Abigail Magistrati · Leila Martínez · Brisa Carraro · Aylen Gasparri   | Chile · Franchesca Santi · Antonia Rubio · Elisa Hofmann · Francisca Casella · Allison Reyes · Maria Catalina Pinto |
| Individual geral    | Júlia Soares (BRA)                                                                                           | Beatriz Lima (BRA) Abigail Magistrati (ARG)                                                                           | — |
| Salto               | Franchesca Santi (CHI)                                                                                       | Ana Mendez (PER) | Alais Perea (ECU)                                                                                                   |
| Barras assimétricas | Brisa Carraro (ARG)                                                                                          | Carolyne Pedro (BRA)                                                                                                  | Júlia Soares (BRA)                                                                                                  |
| Trave               | Júlia Soares (BRA)                                                                                           | Alais Perea (ECU) | Ana Luiza Lima (BRA)                                                                                                |
| Solo                | Júlia Soares (BRA)                                                                                           | Abigail Magistrati (ARG)                                                                                              | Ana Luiza Lima (BRA)                                                                                                |

## Quadro de medalhas
*   país anfitrião (Argentina)
| Pos.               | País               | Ouro | Prata | Bronze | Total |
| ------------------ | ------------------ | ---- | ----- | ------ | ----- |
| 1                  | Brasil             | 9    | 3     | 6      | 18    |
| 2                  | Argentina          | 4    | 9     | 1      | 14    |
| 3                  | Chile              | 1    | 0     | 3      | 4     |
| 4                  | Equador            | 0    | 1     | 2      | 3     |
| 5                  | Peru               | 0    | 1     | 0      | 1     |
| 5                  | Uruguai            | 0    | 1     | 0      | 1     |
| 7                  | Colômbia           | 0    | 0     | 1      | 1     |
| Total (7 entradas) | Total (7 entradas) | 14   | 15    | 13     | 42    |

## Nações participantes
- Argentina
- Aruba
- Bolívia
- Brasil
- Chile
- Colômbia
- Equador
- Peru
- Uruguai